# Tollenaar (beroep)
Tollenaar (Latijn: telonarius; Grieks: telônès, letterlijk "weger", namelijk van munten, graan of andere goederen die als belastingbetaling konden dienen) is een oude benaming voor belastingambtenaar, onder andere gebruikt in het Nieuwe Testament. Hoewel het woord 'tol' (belasting op ingevoerde waren) van dezelfde stam komt als het woord 'tollenaar', gaat het bij de nieuwtestamentische begrippen tollenaar en tolhuis (belastingkantoor) om belastingen in het algemeen.
De klassiek Romeinse term voor belastingpachter was publicanus. De Romeinse overheid verleende belastingconcessies voor een bepaald gebied, met een bepaalde looptijd. De concessie ging meestal naar de hoogste bieder of een 'vriendje' van de regering: het systeem lijkt enigszins op de huidige marktwerking in de publieke sector (vergelijk de Wet personenvervoer 2000 in het openbaar vervoer). De publicanus garandeerde een bepaald bedrag voor de Romeinse staatskas, alles wat hij meer kon heffen was winst. De tarieven werden wel van hogerhand voorgeschreven, maar vaak willekeurig toegepast. Daardoor waren tollenaren bij de bevolking niet geliefd.

## Nieuwe Testament
Tollenaars komen in het Nieuwe Testament voor in de synoptische evangeliën. Drie tollenaars worden met name genoemd: Matteüs (Matteüs 9:9-13), Levi (Marcus 2:13-17) en Zacheüs (Lucas 19:1-10). Men heeft Jezus verweten dat hij omging met 'tollenaars en zondaren', zoals valt te lezen in de volgende passage uit het Nieuwe Testament:
Toen Jezus van daar verderging, zag hij bij het tolhuis een man zitten die Matteüs heette, en hij zei tegen hem: ‘Volg mij.’ Hij stond op en volgde hem. Toen hij thuis aanlag voor de maaltijd, kwam er ook een groot aantal tollenaars en zondaars, die samen met hem en zijn leerlingen aan de maaltijd deelnamen. De farizeeën zagen dit en zeiden tegen zijn leerlingen: ‘Waarom eet uw meester met tollenaars en zondaars?’ Hij hoorde dit en gaf als antwoord: ‘Gezonde mensen hebben geen dokter nodig, maar zieken wel.‘— Matteüs 9:9-12
Hieruit valt op te maken dat ook Jezus tollenaars als moreel laakbare personen aanmerkte door ze op één lijn te stellen met zondaars, zij het met de kanttekening dat het juist zijn missie was dergelijke mensen op het goede pad te brengen. Een andere passage waaruit blijkt dat Jezus negatief over tollenaars dacht, is die waarin hij ze tezamen noemt met de heidenen, personen die buiten het joodse verbond met God staan:
Als een van je broeders of zusters tegen je zondigt, moet je die daarover onder vier ogen aanspreken. Als ze luisteren, dan heb je ze voor de gemeente behouden. Luisteren ze niet, neem dan een of twee anderen mee, zodat de zaak zijn beslag krijgt dankzij de verklaring van ten minste twee getuigen. Als ze naar hen niet luisteren, leg het dan voor aan de gemeente. Weigeren ze ook naar de gemeente te luisteren, behandel hen dan zoals je een heiden of een tollenaar behandelt.— Matteüs 18:15-17

### Gelijkenis

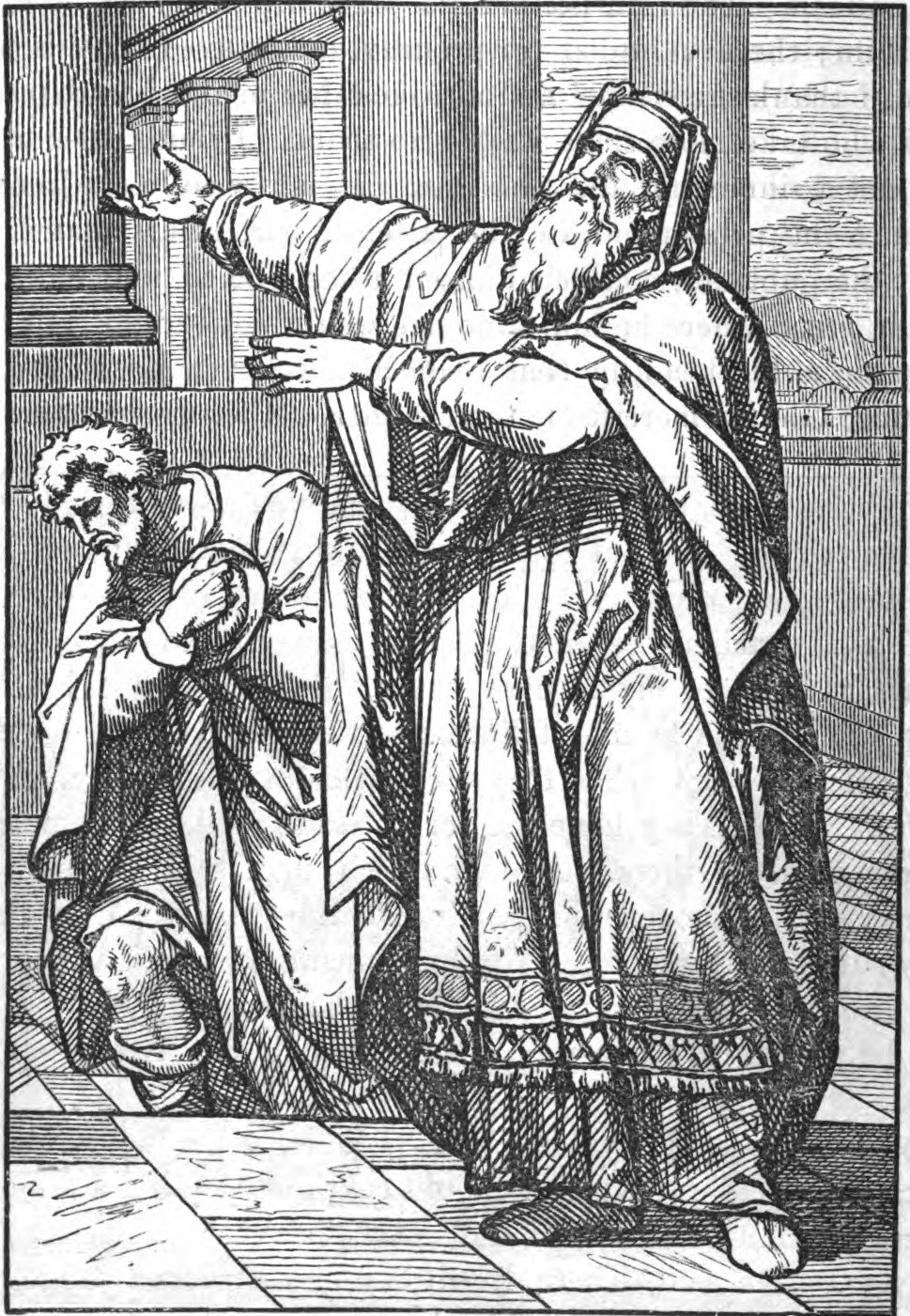
De farizeeër en de tollenaar

In de gelijkenis van de farizeeër en de tollenaar in Lucas 18:9–14 wordt verteld dat een farizeeër en tollenaar gingen bidden in de Joodse tempel. De farizeeër stond rechtop en zei in zijn gebed: “Dank u, God, dat ik niet zo ben als alle zondaars. En zeker niet zoals die tollenaar daar! Ik bedrieg niemand. Ik pleeg geen overspel. Ik vast twee maal per week. En ik geef U tien procent van alles wat ik verdien.” De tollenaar stond achter in de tempel. Hij durfde niet omhoog te kijken, terwijl hij aan het bidden was, maar sloeg zich van berouw en verdriet op de borst en bad: “God, ik ben een zondaar. Wilt U mij in genade aannemen?” Jezus zei dat de tollenaar vergeving van God had ontvangen toen hij naar huis ging, maar de farizeeër niet. 'Want wie erop uit is meer eer te krijgen dan hem toekomt, zal worden vernederd. Maar wie nederig is, zal eer ontvangen.'